# Radu Jude
Radu Jude (Boekarest, 7 april 1977) is een Roemeens filmregisseur en scenarioschrijver.

## Biografie
Radu Jude studeerde in 2003 af als filmmaker aan de Universiteit van Boekarest. Hij regisseerde enkele kortfilms waarvan Lampa cu căciulă (2006) heel wat internationale festivalprijzen won. Zijn langspeelfilmdebuut kwam er in 2009 met Cea mai fericită fată din lume. Deze film behaalde ook een aantal festivalprijzen. In 2015 kreeg Jude de Zilveren Beer voor beste regisseur op het Filmfestival van Berlijn voor zijn speelfilm Aferim! en in 2018 won hij de Kristallen Bol op het internationaal filmfestival van Karlsbad met Îmi este indiferent dacă în istorie vom intra ca barbari.

## Filmografie
- 2023: Nu astepta prea mult de la sfârsitul lumii (Do Not Expect Too Much from the End of the World)
- 2022: Potemkiniștii (korte film)
- 2021: Babardeală cu bucluc sau porno balamuc (Bad Luck Banging or Loony Porn)
- 2018: Îmi este indiferent dacă în istorie vom intra ca barbari (I Do Not Care If We Go Down in History as Barbarians)
- 2016: Scarred Hearts (Inimi cicatrizate)
- 2015: Aferim!
- 2014: Trece și prin Perete (kortfilm)
- 2013: O umbră de nor (kortfilm)
- 2012: Toată lumea din familia noastră
- 2011: Film pentru prieteni
- 2009: Cea mai fericită fată din lume (The Happiest Girl in the World)
- 2007: Dimineața (kortfilm)
- 2006: Alexandra (kortfilm)
- 2006: Lampa cu căciulă (kortfilm)

## Prijzen en nominaties
De belangrijkste:
| jaar | prijs                                    | categorie                          | genomineerde(n)                                          | uitslag  |
| ---- | ---------------------------------------- | ---------------------------------- | -------------------------------------------------------- | -------- |
| 2021 | Internationaal filmfestival van Berlijn  | Gouden Beer                        | Babardeală cu bucluc sau porno balamuc                   | Gewonnen |
| 2018 | Internationaal filmfestival van Karlsbad | Kristallen Bol                     | Îmi este indiferent dacă în istorie vom intra ca barbari | Gewonnen |
| 2015 | Internationaal filmfestival van Berlijn  | Zilveren Beer voor beste regisseur | Aferim!                                                  | Gewonnen |
| 2014 | Filmfestival van Cannes                  | Illy Prize – Special Mention       | Trece si prin Perete                                     | Gewonnen |
| 2009 | Internationaal filmfestival van Berlijn  | C.I.C.A.E. Award                   | Cea mai fericită fată din lume                           | Gewonnen |
| 2009 | Internationaal filmfestival van Sofia    | FIPRESCI-prijs                     | Cea mai fericită fată din lume                           | Gewonnen |
| 2007 | Sundance Film Festival                   | Short Filmmaking Award             | Lampa cu căciulă                                         | Gewonnen |